# Heroes of Might and Magic III: Armageddon’s Blade
A Heroes of Might and Magic III: Armageddon’s Blade az első, 1999-ben megjelent kiegészítője a Heroes of Might and Magic III: The Restoration of Erathiának. Csak az alapjáték birtokában telepíthető és használható. 2002 májusában a PC Guru teljes játékként jelentette meg.

## Játékmenet
Az alapjátékhoz képest újítás az új vártípus, a Conflux bevezetése, mely az elementális erők köré szerveződött, s így már kilenc játszható frakció szerepel a játékban. Hat új küldetéssorozat mutatkozott be, amelyek közül az egyik folytatja a történetet, a másik öt egy-egy hős sztoriját mutatja be. 35 további pályát is elérhetővé tettek.
A korábbi részekből visszaköszönnek a senkihez nem tartozó lénytípusok, mint a paraszt, a félszerzet, vagy a vaddisznó, esetleg a rendkívül erős azúr sárkány. Tizenegy új hős és két új extra varázstárgy is bevezetésre került (a Végítélet Pengéje és a Sárkányvéres Fiola). Bevezetésre kerültek olyan tornyok is, amelyek a továbbhaladást valamilyen feltételnek való megfeleléshez kötötték. Járt a kiegészítőhöz egy véletlenszerű térképgenerátor és egy pályaszerkesztő is, amellyel akár saját kampányokat is készíthettünk.

## Cselekmény
Mindössze egy kampány az, amelyik folytatja az alapjáték történetét, egész pontosan a Might and Magic VII sztorijának végétől. Amikor Erathia éppen újjáépülne a háborús pusztításból, egy meglepetésszerű Kreegan-támadás indul meg ellenük. A fáradt és enervált hadsereg képtelen szembeszállni velük. Vezetőjük az új eeofoli uralkodó, Lucifer Kreegan, akinek minden vágya egy régi ereklyének, a Végítélet Pengéjének (Armageddon's Blade) begyűjtése, hogy vele lángba borítsa a világot. Megbízza tábornokát, Xeront, hogy kerítse elő az ereklye darabjait. Megállításukra Erathia és Avlee meglepetésszerűen megtámadják Eeofolt, az elementálok segítségével. Catherine királynő és a frissen kiszabadított Roland király segítségére lesz egy fiatal féltünde, Gelu. Xeron megszerzi a kardot, de amikor vissza akar vele térni Eeofolba, Gelu legyőzi őt és elveszi tőle. Ezután magával Luciferrel is végez. Az Ironfistek visszatérnek Enrothra, Gelu pedig megtartja a kardot. A történet a Heroes Chronicles "The Sword of Frost" című epizódjában folytatódik.
Az Armageddon's Blade kampány során felbukkan az alapjátékból Catherine királynő, valamint Roland Ironfist, aki a Heroes of Might and Magic II-ben szerepelt. Az új karakterek közt ott van a féltünde Gelu és az ördög Xeron. Az öt másik kampány öt különböző hős történetét követi nyomon: a bracadai varázsló Dracont, a barbár Kilgort (akinek a cselekmény későbbi részében lesz még szerepe), Mutare hadurat és Adrienne-t. Végül egy utolsó, bónusz küldetéssorban Sir Christiant, a lovagot irányíthatjuk, aki az alapjáték legelső kampányában is szerepelt már.

## Fejlesztés
A játék készítése már közvetlenül az alapjáték után megkezdődött, és a Might and Magic VII-ben megismert futurisztikus gonoszok jövőjét, a Forge frakciót mesélte volna el. A rajongók nyomására azonban nem a gonosz, hanem a jó befejezés lett a hivatalos, s ezért az ötletet elvetették. Fontos indok volt még az is, hogy a Might and Magic világát ne vonják teljesen a sci-fi hatása alá. A sebtiben bekövetkezett váltások miatt a tervezőknek nem volt elég ideje megalkotni az új frakciót, a Conflux ezért is lett a korábban már megismert elementálok gyűjtőhelye. A Forge frakcióról fejlesztéskori képernyőképek illetve koncepciórajzok maradtak fenn, illetve egyes rajongók MOD formájában kívánják megjelentetni.

## Fogadtatás
A kiegészítőt jól fogadta a kritika. Az IGN dicsérte az új tartalmat és a jól használható pályaszerkesztőt. A GameSpot dicsérte a Conflux frakciót, amit a Game Revolution éppen azért illetett kritikával, mert ezek a lények már alapból benne voltak a játékban. Több kritika megjegyezte azt is, hogy nincsenek nagyon nagy változtatások, amikre igazából nincs is szükség a kiforrott játékmenet miatt.

## Fordítás
Ez a szócikk részben vagy egészben  a   Heroes of Might and Magic III: Armageddon's Blade című angol Wikipédia-szócikk ezen változatának fordításán alapul.  Az eredeti cikk szerkesztőit annak laptörténete sorolja fel. Ez a jelzés csupán a megfogalmazás eredetét és a szerzői jogokat jelzi, nem szolgál a cikkben szereplő információk forrásmegjelöléseként.